# Scotinotylus provincialis
Scotinotylus provincialis är en spindelart som beskrevs av Denis 1949. Scotinotylus provincialis ingår i släktet Scotinotylus och familjen täckvävarspindlar.
Artens utbredningsområde är Frankrike. Inga underarter finns listade i Catalogue of Life.